# Simfonija št. 8 (Schubert)
Franz Schubert: Simfonija št. 8 v h molu (1822).
Schubert je Osmo simfonijo napisal jeseni leta 1822, leta 1824 pa jo je s posvetilom poslal štajerskemu glasbenemu združenju v Grazu, ki ga je na pobudo njegovega prijatelja, skladatelja in uslužbenca notranjega ministrstva Anselma Hüttenbrennerja (1796-1882) izvolilo za častnega člana. Schubert svoje mojstrovine nikoli ni slišal. Rokopis partiture so leta 1865 odkrili pri Hüttenbrennerju in simfonija je bila prvič izvedena 17. decembra leta 1865 na Dunaju. Pri oštevilčenju simfonije prihaja do nejasnosti, danes to delo marsikdaj označujejo glede na datum nastanka s »Simfonijo št. 7«, Johannes Brahms pa ji je v svoji izdaji vseh Schubertovih del pripisal številko 8. Vsekakor je po vrsti sedma med devetimi Schubertovimi simfonijami. Zdi se, da je nameraval Schubert sprva napisati popolno, štiristavčno simfonijo, saj je ohranjenih 130 taktov Scherza, vendar iz neznanega razloga do tega ni prišlo. Vsekakor deluje delo popolnoma uravnoteženo takšno, kot je. Ta do vsake podrobnosti popolna skladba je v svojem času – dasiravno tega tedaj ni mogel nihče spoznati – pomenila tudi pomembno novost: Schubert je poleg melodije, harmonije, ritma in glasbene oblike v igro čustvene napetosti vpletel tudi zvočno barvo: od drhtečega polglasnega šepeta godal v uvodnih taktih do bleščečega fortissima dodanih treh trombonov v dramatičnih izbruhih in plemenite kantilene solističnega roga v drugem stavku je zvočna barva v obeh stavkih »Nedokončane« enakovreden element glasbene gradnje. Na vprašanje, kaj neko glasbeno delo povzdigne v umetnino, ki se dvigne nad čas, so možni le individualni odgovori. »Nedokončani« simfoniji je morda nesmrtnost prineslo popolno ravnotežje med lepim in tragičnim, otroška zmožnost smehljaja skozi solze, ki poslušalca hkrati gane in očara.

## Zvočni zapis
| Stavek              | Trajanje | Velikost datoteke | Zunanja povezava                                                                                     |
| ------------------- | -------- | ----------------- | --- |
| 1. Allegro moderato | 14:28    | 21.1 Mb           | http://www-plan.cs.colorado.edu/henkel/fso/cd1/track06.ogg Arhivirano 2007-03-20 na Wayback Machine. |
| 2. Andante con moto | 10:45    | 15.2 Mb           | http://www-plan.cs.colorado.edu/henkel/fso/cd1/track07.ogg Arhivirano 2005-03-15 na Wayback Machine. |